# Astronauta por Um Dia

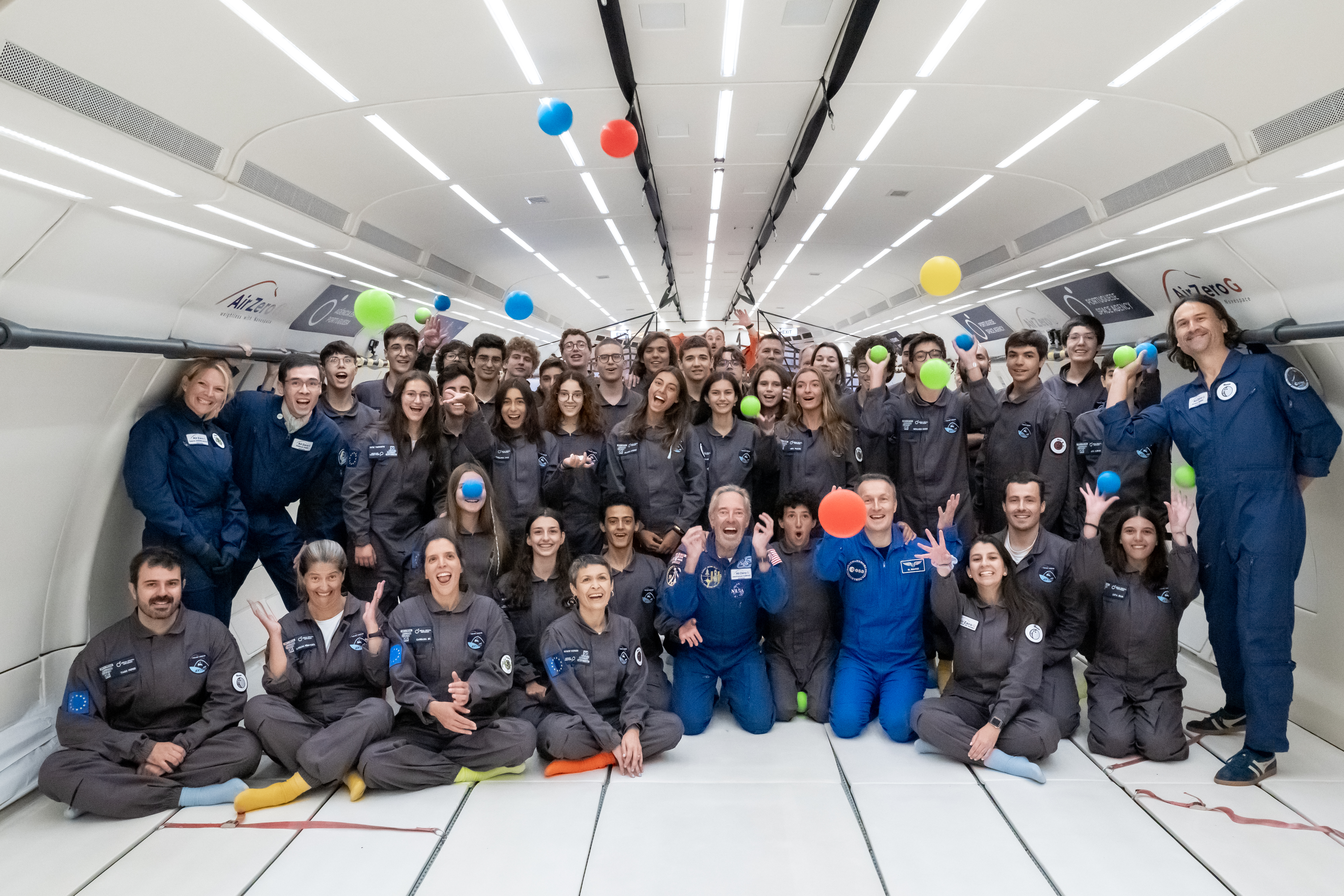
Astronauta por Um Dia: Classe de finalistas de 2023 juntamente com a equipa da Novespace e o astronauta da Agência Espacial Europeia, Matthias Maurer

Astronauta por um Dia é uma iniciativa criada pela Agência Espacial Portuguesa em 2022 que dá aos jovens estudantes inscritos no ensino português a possiblidade de experienciarem a mesma sensação dos astronautas no espaço, a bordo de um voo de gravidade zero.
Inspirado nos processos de seleção de astronautas levados a cabo pelas agências espaciais, este concurso nacional foi concebido para estudantes inscritos no sistema de ensino português com idades compreendidas entre os 14 e os 18 anos. O processo de avaliação inclui múltiplas abordagens e divide-se em cinco fases eliminatórias, durante as quais é testada a criatividade dos candidatos, as suas capacidades de comunicação, bem como as suas competências lógicas, espaciais e físicas. Como resultado, 30 finalistas participam num voo parabólico operado pela Novespace, a bordo de um Airbus A310.
Nas três primeiras edições do Astronauta por um Dia (2022, 2023 e 2024), a Agência Espacial Portuguesa recebeu um total de mais de 1.600 candidaturas provenientes de todo o país. Esta iniciativa alcançou um êxito extraordinário e é essencial para a estratégia da Agência de fomentar o interesse das gerações mais jovens pelas áreas STEM e, em especial, pelos estudos e carreiras relacionados com o espaço. Até ao momento Portugal tem 91 "astronautas", cerca de 30 por cada edição.
Cada um dos finalistas assume o papel de embaixador da iniciativa, o que significa que durante o ano letivo seguinte representam a Agência Espacial Portuguesa e dão a conhecer a atividade junto das suas comunidades escolares.
A iniciativa Astronauta por Um Dia é organizada pela Agência Espacial Portuguesa e conta com a colaboração da Ciência Viva, da Faculdade de Psicologia e Ciências da Educação da Universidade do Porto e da Faculdade de Motricidade Humana da Universidade de Lisboa na preparação dos testes a que os candidatos são sujeitos nas diversas fases eliminatórias. A fase final realiza-se na Base Aérea de Beja, em parceria com a Força Aérea Portuguesa, que recebe o Airbus A310 e os finalistas para um conjunto de atividades preparatórias.
Nos dois primeiros anos, as atividades oferecidas aos estudantes durante os dias da fase final incluíram uma palestra do astronauta da ESA Matthias Maurer.
A Agência Espacial Portuguesa encara o Astronauta por um Dia como uma das suas principais atividades no campo educativo, sendo uma oportunidade de quebrar barreiras para todos os alunos de todas as escolas em Portugal. Com a democratização do acesso às oportunidades espaciais em mente, a Agência pretende inspirar a curiosidade no sector em diversas comunidades, assegurando que as maravilhas do Espaço são acessíveis a todas as mentes jovens aspirantes.
O Astronauta por Um Dia é uma iniciativa original da Agência Espacial Portuguesa, que pela primeira vez na história ofereceu a jovens estudantes a possibilidade de realizarem um voo de gravidade zero. Além do sucesso alcançado junto da comunidade portuguesa, a iniciativa foi já replicada pelas Agências Espaciais do Luxemburgo e da Estónia.
| Nome               | Idade à data do voo |
| ------------------ | ------------------- |
| Alfredo Bidarra    | 15                  |
| António Ribeiro    | 16                  |
| Artur Jesus        | 16                  |
| Beatriz Sousa      | 17                  |
| Catarina Dias      | 17                  |
| Catarina Heleno    | 17                  |
| Daniel Merten      | 17                  |
| Daniela Ferraz     | 17                  |
| Diana Matos        | 15                  |
| Filipa Melo        | 17                  |
| Francisco Costa    | 14                  |
| Francisco Vaz      | 17                  |
| Grace Cleaton      | 16                  |
| Guilherme Almeida  | 17                  |
| Gustavo Matos      | 17                  |
| Joana Tavares      | 15                  |
| João Matos         | 15                  |
| João Pires         | 16                  |
| Jorge Santos       | 15                  |
| Lara Martins       | 16                  |
| Lourenço Sebastião | 15                  |
| Lua Afonso         | 16                  |
| Nuno Pereira       | 15                  |
| Paloma Guimarães   | 17                  |
| Pedro Castro       | 15                  |
| Pedro Pereira      | 17                  |
| Rafael Deboeuf     | 16                  |
| Sofia Antonets     | 17                  |
| Sofia Dias         | 15                  |
| Tomás Craveiro     | 16                  |